# Mittenwald
Mittenwald település Németországban, azon belül Bajorországban. Lakosainak száma 7247 fő (2023. december 31.). Mittenwald Wallgau, Krün, Garmisch-Partenkirchen, Leutasch, Scharnitz, Vomp és Lenggries községekkel határos.

## Népesség
A település népessége az elmúlt években az alábbi módon változott:
| Lakosok száma | 1685 | 8031 | 8831 | 8019 | 7287 | 7325 | 7410 | 7387 | 7209 | 7247 |
|               | 1875 | 1950 | 1975 | 1987 | 2012 | 2014 | 2016 | 2017 | 2021 | 2023 |

## Fekvése
Garmisch-Partenkirchentől keletre, az 1391 méter magasságú Hoher Kranzberg lábánál kialakult tengerszemtől északra fekvő település.

## Története

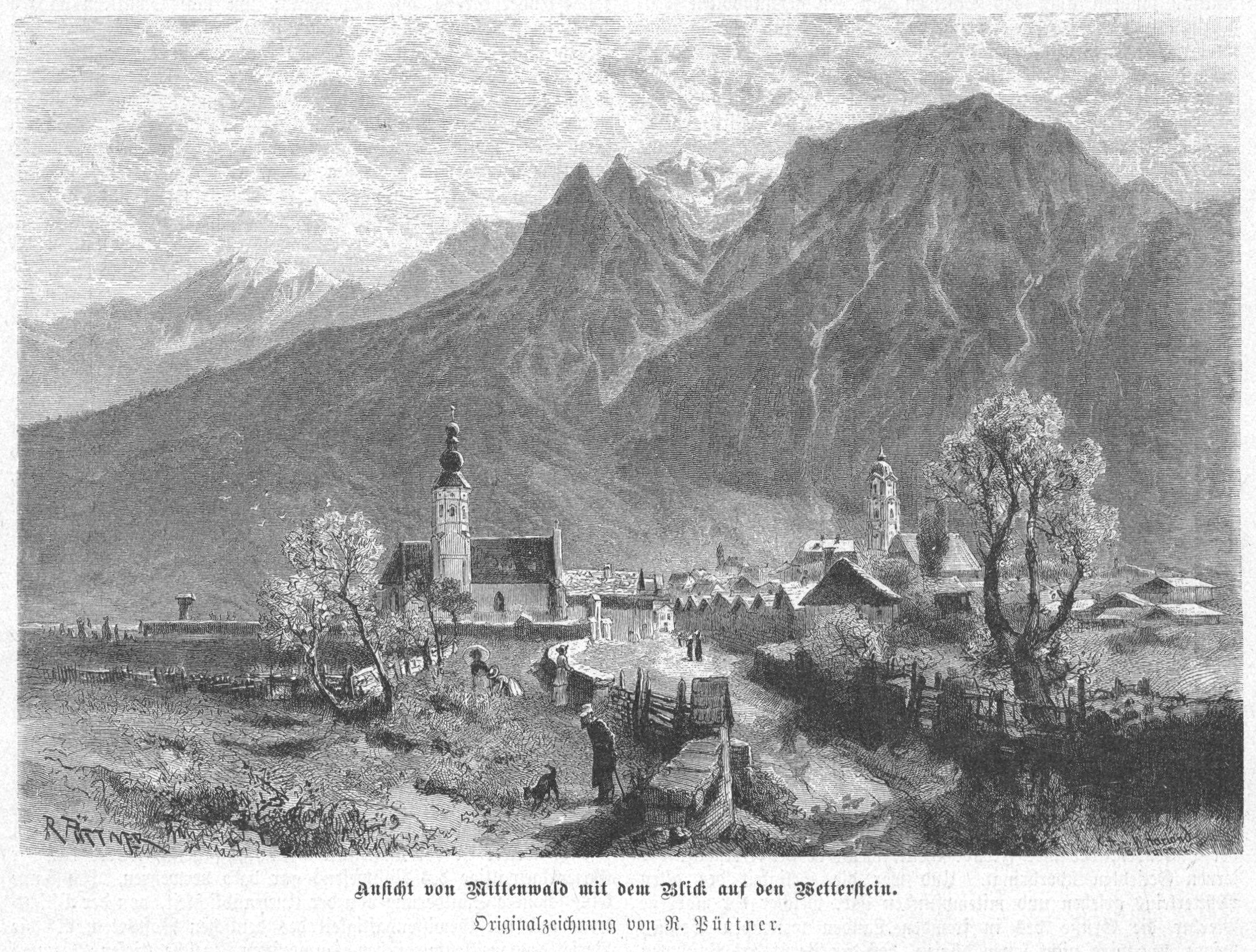
Mitterwald 1888-ban

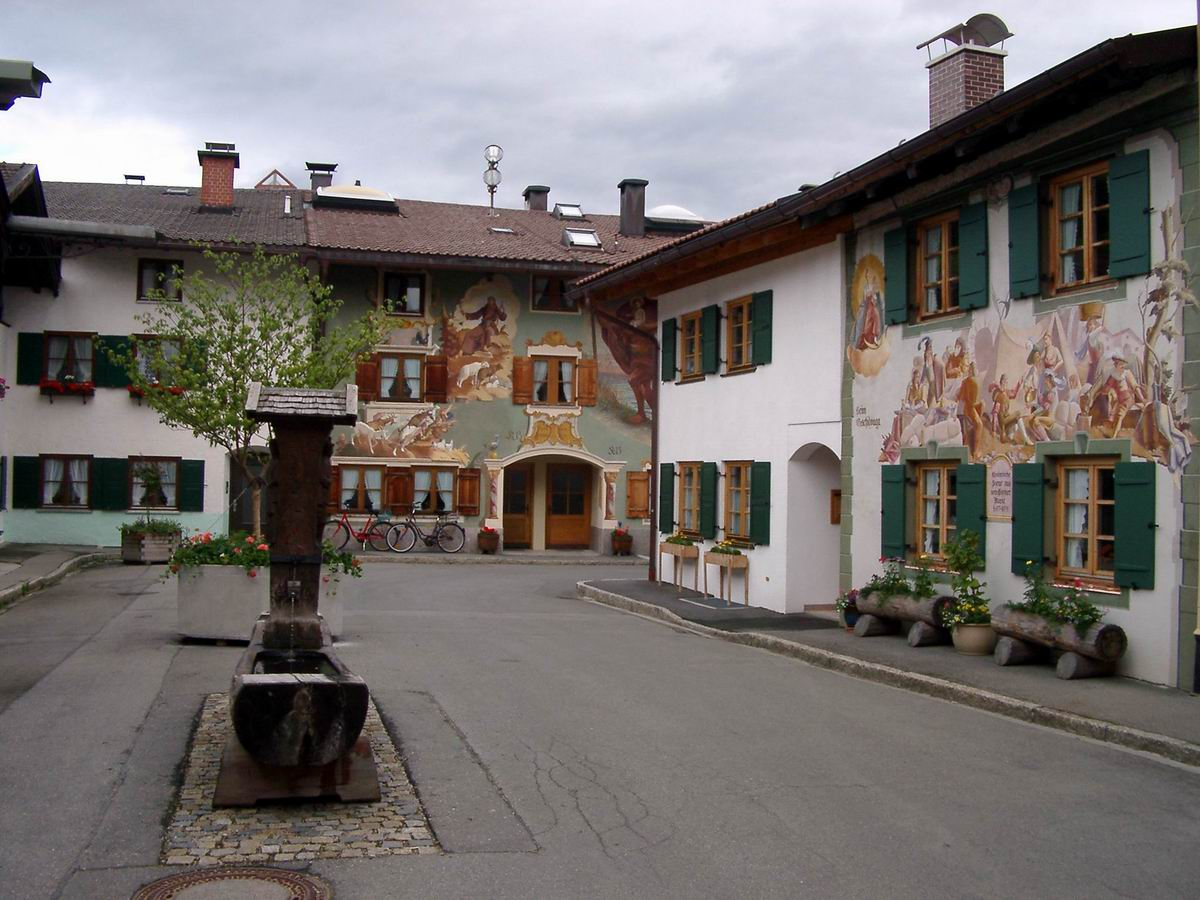
Mitterwald rokokó falfestésű házai (részlet)

Az egykori római hadiút menti település a középkorban az Olaszország és Észak-Németország közötti kereskedelmi vámokból vált virágzóvá. Sőt 1487-ben a Velencei Köztársaság ide helyezte át Bolzanoból a velencei vásárt, ezáltal két évszázadra goldenes Landl-á, arannyal folyó tartománnyá tette a Werdenfels-birtokokat. 1679-ben azonban a velencei vásár visszakerült Bolzanoba, a régi hadiút elveszítette jelentőségét, mely csak a 20. században a turizmus és az alpinizmus térhódításával került ismét előtérbe.
Goethe 1786-ban olaszországi útja során áthaladva a településen Mitterwaldot eleven képeskönyv-ként említette.
Főutcáján (Markt) rokokó falfestéssel ékes házak sorakoznak, nagyrészt bibliai tárgyú freskókkal, melyek nagyrészt a híres oberammergaui falképfestő Franz Zwinck és követői kezétől származnak. A plébániatemplomhoz (Pfarrkirche St. Peter und Paul) felvezető színes főutca barokk tornyát az egyik legszebb bajor templomtoronynak tartják. A Joseph Schmuzer tervei szerint 1738-1740 között épült templom mennyezeti freskóit és oltárképét Matthias Günther készítette. A templom előtt a város érdemes fiának Matthias Klotznak bronzszobra áll. Matthias Klotz 90 éves korában; 1743-ban hunyt el. A hegedűkészítést Cremonában, Nicola Amati mesternél tanulta és miután a Mitterwald körüli erdők fája alkalmas volt erre a célra, a helybeliek pedig ügyes fafaragók voltak, a helység a hegedűkészítők faluja lett és máig vannak családok, akik ezzel foglalkoznak, sőt az 1900-as évek eleje óta szakiskola is működik a városban, és a helyi múzeum (Geigenbau- und Heinmatmuseum) egyben az iparág múzeuma is.

## Nevezetességek
- Helytörténeti múzeum
- Plébániatemplom
- Rokokó falfestésű főutca
- Matthias Klotz hegedűkészítő bronzszobra

## Galéria

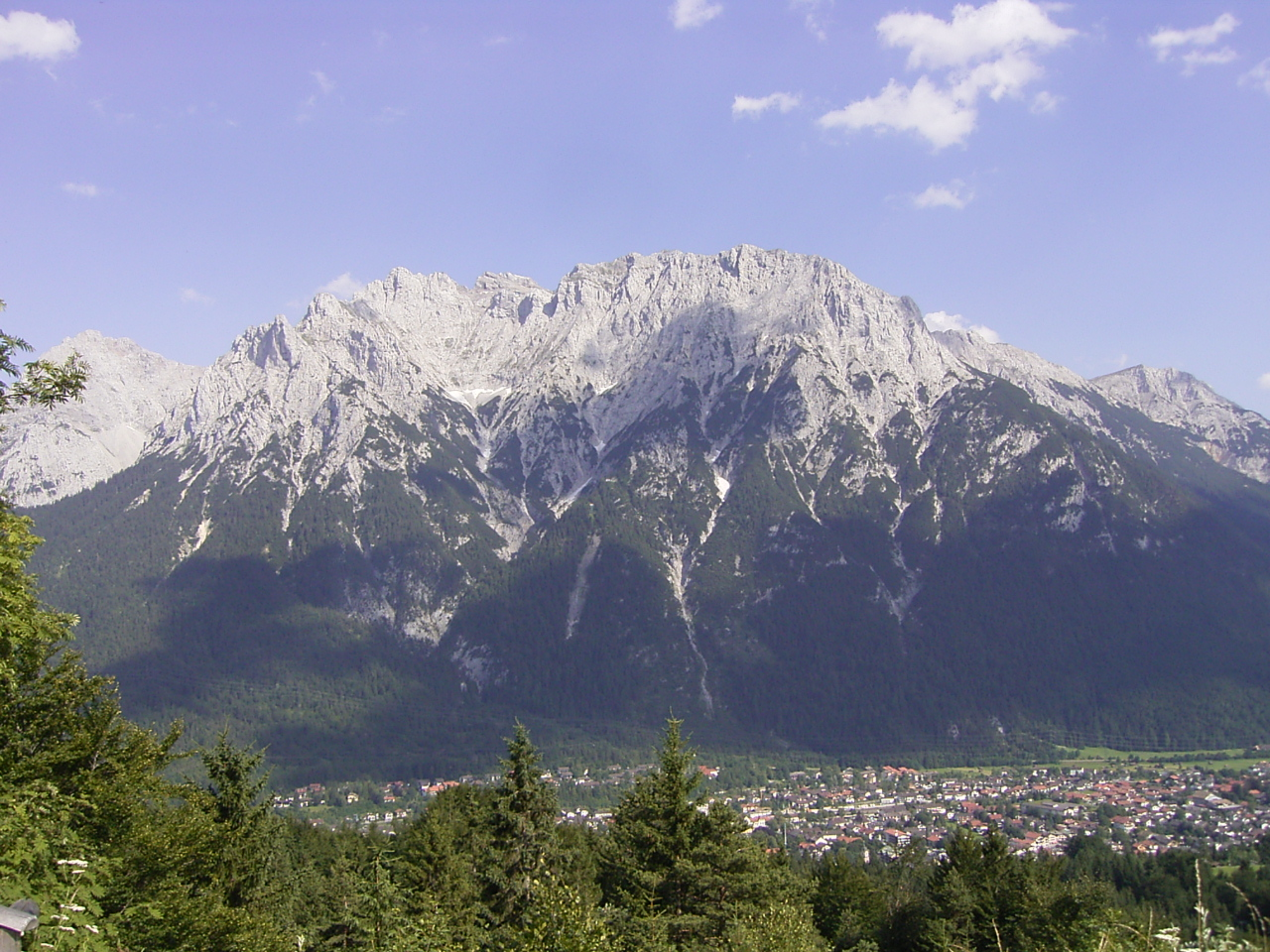
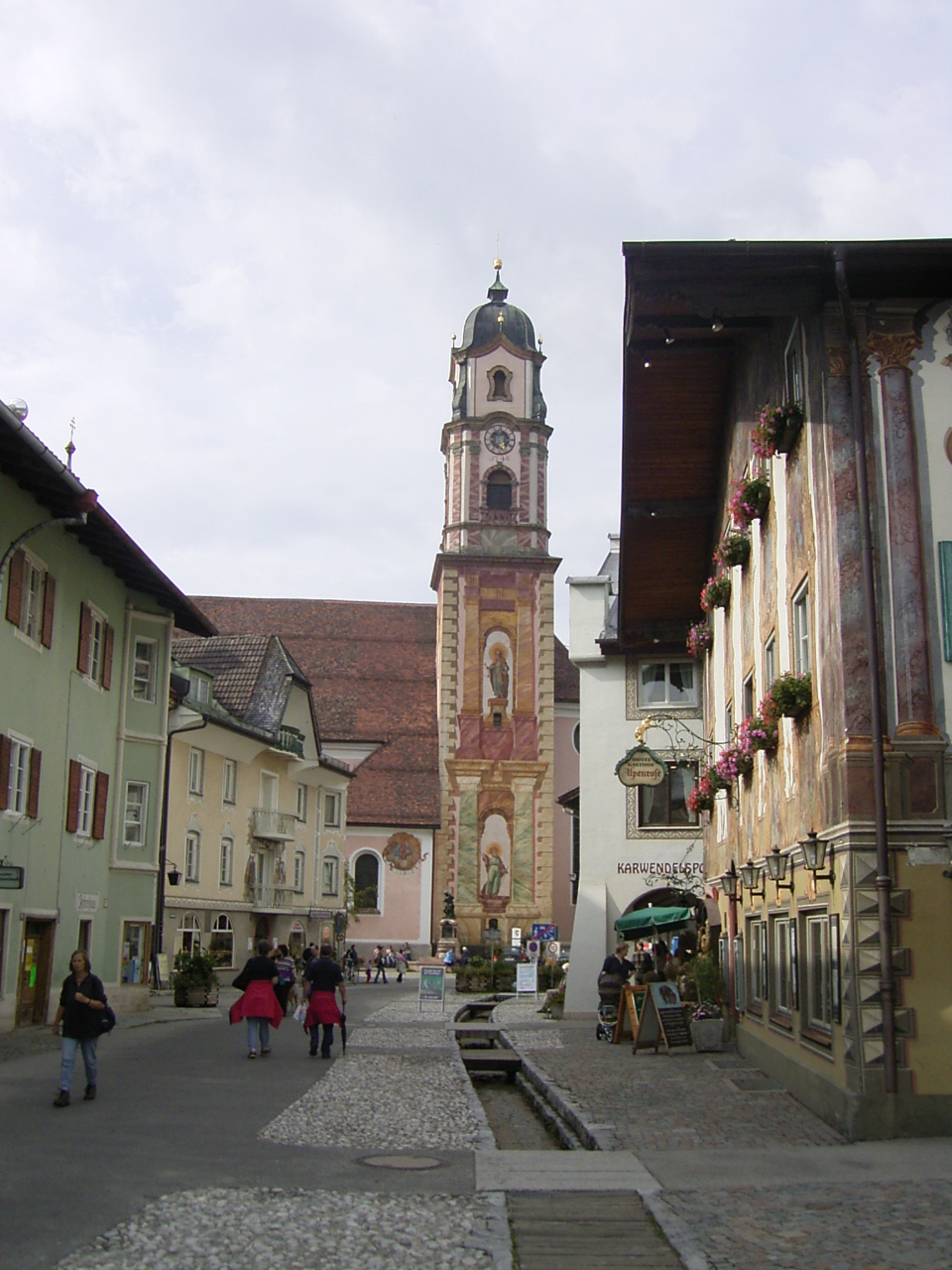
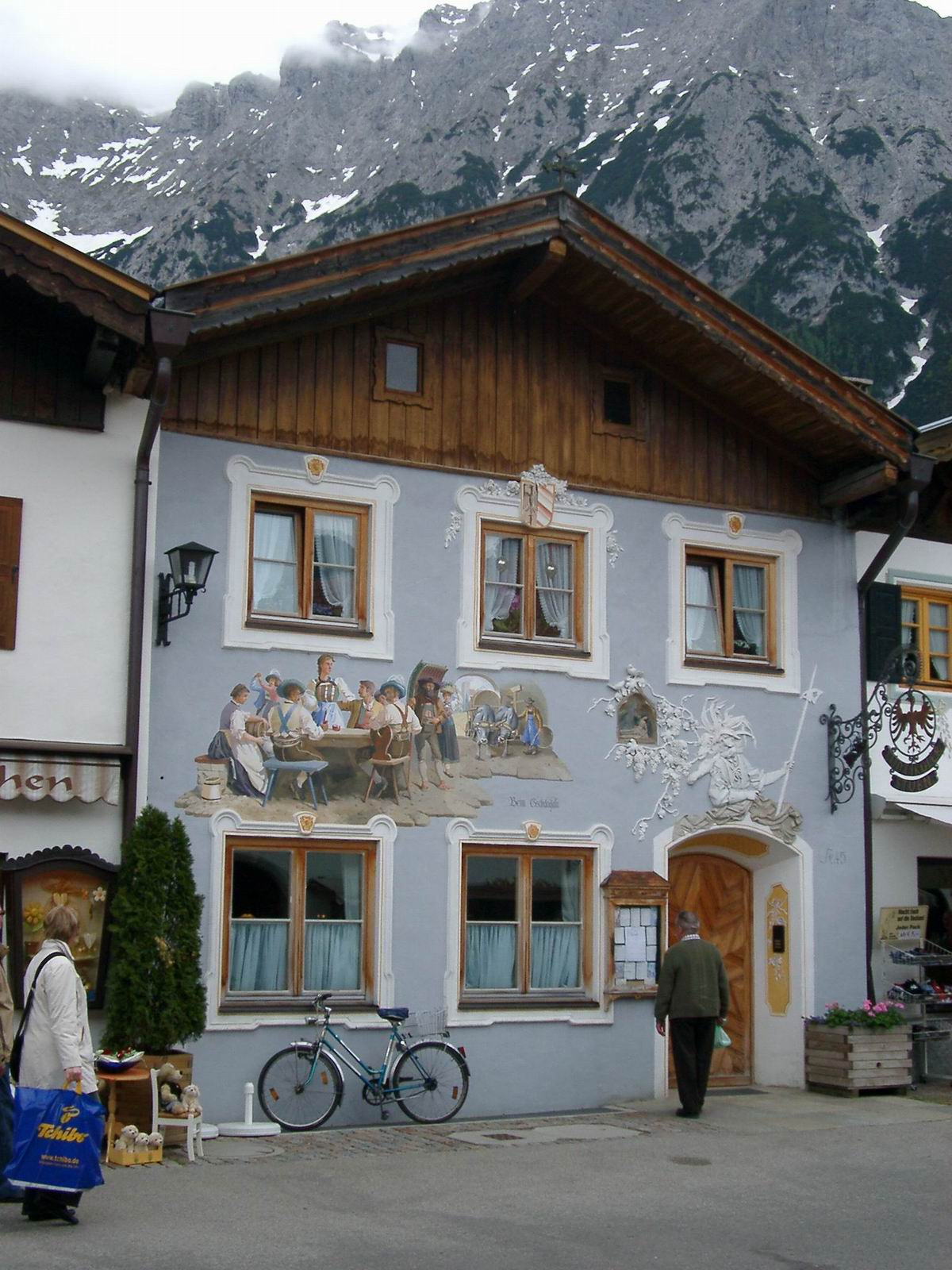
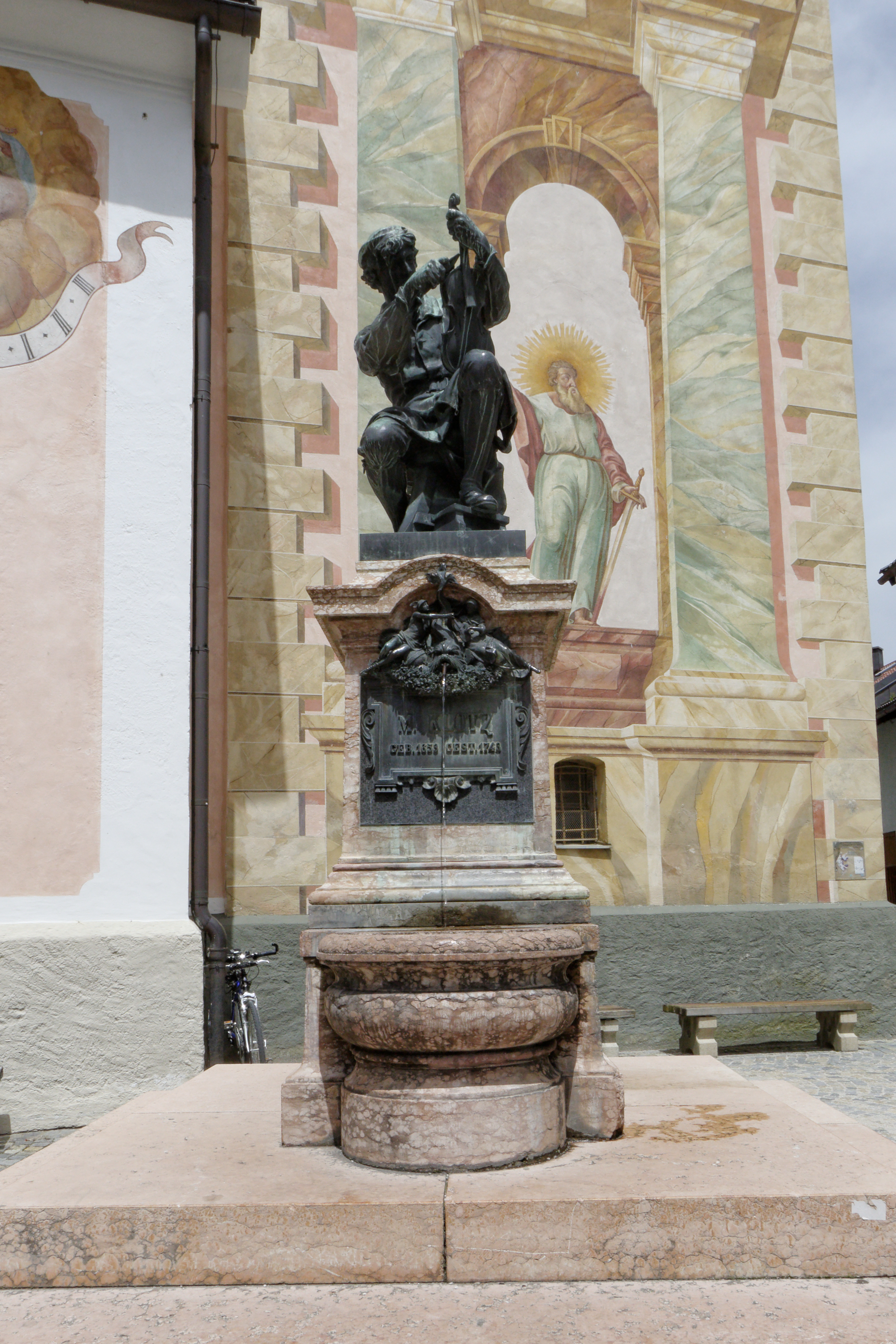
Mathias Klotz hegedűkészítő bronzszobra
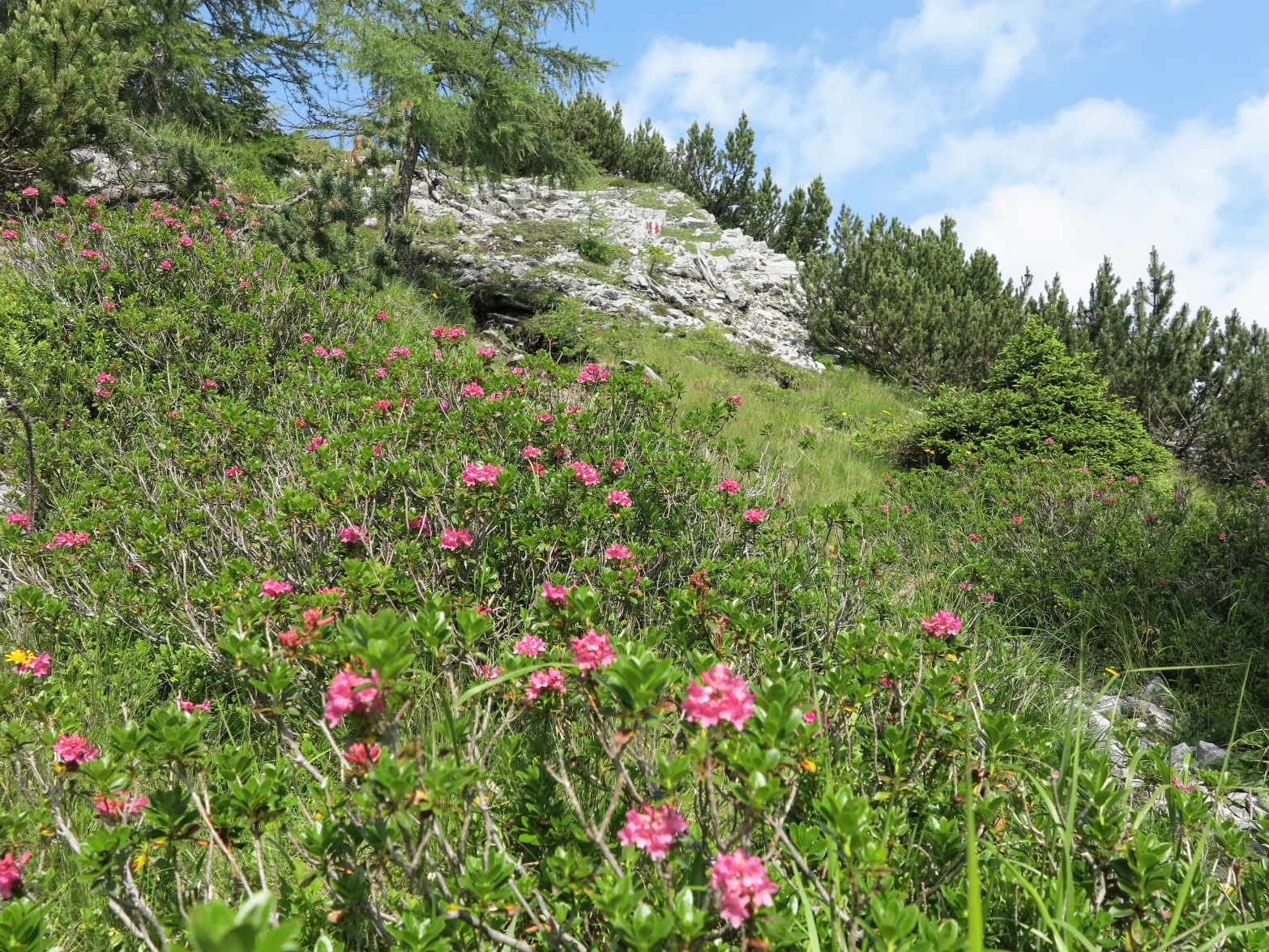